# IQOO
iQOO est une marque et un fabricant chinois de smartphones. La société a été fondée le 12 février 2019 en tant que filiale du fabricant de smartphones Vivo. Elle opère désormais indépendamment de Vivo. 

## Histoire
L'iQOO fonctionne comme une sous-marque de Vivo en Chine, alors qu'elle a fait ses débuts en Inde comme une marque indépendante. En mars 2019, le deuxième plus grand fabricant de smartphones au monde, BBK Electronics, a annoncé l'iQOO comme une sous-marque de Vivo en tant que nouveau membre de sa gamme de marques de smartphones aux côtés d'Oppo, Vivo, Realme et OnePlus, et introduit en Inde en février 2020 en tant que marque de smartphones indépendante,. L'iQOO est également une sous-marque axée sur la performance donnant plus d'importance à la construction et à la commercialisation de leurs téléphones spécifiquement pour le jeu et d'autres tâches exigeantes en matière de performances, plutôt que leurs téléphones Vivo se concentrant principalement sur la caméra et la qualité sonore. Le smartphone iQOO 3 introduit le 25 février 2020 est leur premier smartphone avec Snapdragon 865 donnant un avantage concurrentiel pour les joueurs. Les smartphones sont vendus en ligne initialement. La société a un bureau à Bangalore et les smartphones vendus en Inde sont fabriqués dans les installations de Vivo.
Plus tard, au cours de la période 2020 - 2021, l'iQOO a introduit 6 smartphones sur le marché chinois et 1 smartphone sur le marché indien à partir de février 2021,.
- iQOO U3 avec le processeur Mediatek Dimensity 800U[16]
- iQOO u1x avec processeur Snapdragon 662 et batterie 5000 mAh[17]
- iQOO Neo 3 avec processeur Snapdragon 865 et écran à fréquence de rafraîchissement de 144 Hz[18]
- iQOO 5 avec processeur Snapdragon 865 et charge rapide de 55 W[19]
- iQOO 7 avec le dernier processeur Snapdragon 888 et une charge rapide de 66 W[20]